# Prosper De Troyer

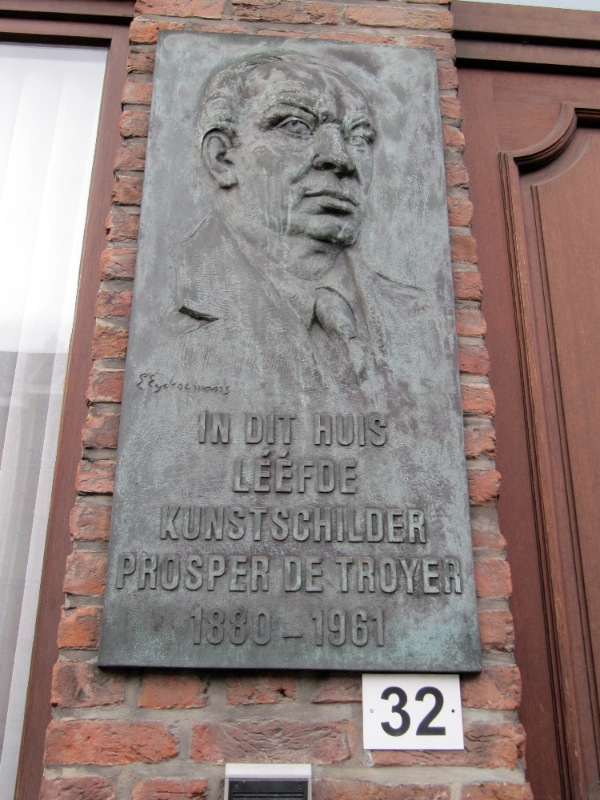
Prosper De Troyer

Prosper De Troyer (Destelbergen, 26 december 1880 - Duffel, 1 juni 1961) was een Belgisch kunstschilder.

## Levensloop
De Troyer volgde zijn opleiding aan Sint-Lucas te Oostakker. Hij begon in Gent als leerjongen in beeldhouwateliers, bij een schilderijrestaurateur en in een smidse. Tijdens zijn legerdienst volgt hij in Mechelen avondlessen aan de Academie voor Beeldende Kunsten, onder directeur/kunstschilder Jan Willem Rosier. Hij zet zijn studies verder tot 1907 en vestigt zich er als kunstschilder aan de Brusselsesteenweg 28. 
In Mechelen maakt hij kennis met Rik Wouters, en neemt tijdens de Eerste Wereldoorlog deel aan de tentoonstellingen van de kunstkring "Doe stil voort". Hij wordt eerst beïnvloed door Eugène Laermans en Jakob Smits, later door de futuristen. Hij assimileert aanvankelijk het neo-impressionisme, dan het fauvisme en het kubisme (1918-1919). Hij evolueert vanaf 1920 naar de abstractie en adopteert rond 1921 de zogenaamde "zuivere beelding", met een aantal abstracte werken waarbij de realiteit op geometrische wijze wordt geschematiseerd. In 1922 keert hij resoluut terug naar de figuratieve vormgeving en in het bijzonder naar het expressionisme. 
Met thema's als de moeder, het kind, de mens, het landschap en religieus geïnspireerd werk evolueert hij naar een zeer persoonlijk expressionisme met krachtig opgebouwde schilderijen rond zijn familiaal leven in een sterk vereenvoudigde expressieve vormentaal. Hij is bevriend met Michel de Ghelderode, Alfred Ost, Felix De Boeck, Georges Marlier, Frans Mertens en Edmond Grégoire. Hij exposeert onder andere in Amsterdam, Belgrado, Berlijn, Bern, Boedapest, Florence, Genève en Parijs. Op 12 augustus 1958 was prof. Joos Florquin met het B.R.T.-programma "Ten huize van" te gast in Mechelen bij De Troyer. Werken van de kunstenaar bevinden zich onder meer in musea te Brussel, Antwerpen, Gent, Mechelen en Oostende.
De Troyer had interesse voor sport. Zoals veel andere Mechelse creatievelingen was De Troyer lid van de voetbalclub Racing Mechelen.

## Werk

### Schilderijen
- De naaister (1920), olieverf op hout, 150 × 99 cm, Brussel, Koninklijke Musea voor Schone Kunsten van België, inventarisnummer 7939.

## Tentoonstellingen
- 1926, Brussel, A la Vierge Poupine, 15/1
- 1966, Antwerpen, Galerie Campo, Terugblikken Prosper De Trower Retrospective, (12-21/2) 112 werken

## Trivia
- Prosper De Troyer is de grootvader van televisiefiguur Mark Uytterhoeven.